# Investitionsschutzabkommen
Investitionsschutzabkommen (englisch International Investment Treaties oder International Investment Agreements) sind völkerrechtliche Verträge zwischen Staaten. Sie bieten Direktinvestitionen ausländischer natürlicher oder juristischer Personen (z. B. Unternehmen) in einem fremden Staat rechtlichen Schutz, insbesondere gegen eigentumsbeeinträchtigende Maßnahmen wie entschädigungslose Enteignungen. Investitionsschutzabkommen werden häufig als bilaterale Abkommen abgeschlossen (Bilateral Investment Treaty, BIT). Es existieren aber auch regionale Abkommen mit entsprechenden Regelungen, beispielsweise Kapitel 11 des früheren North American Free Trade Agreement oder der Vertrag über die Energiecharta. Auch die momentan verhandelten Abkommen zwischen der EU und Kanada (CETA) und den USA (TTIP) enthalten Investitionsschutzvorschriften. Die tatsächlichen Auswirkungen von Investitionsschutzabkommen auf Umfang und Zielrichtung ausländischer Direktinvestitionen sind umstritten.

## Regelungshintergrund
Außer durch Investitionsschutzabkommen werden Investitionen im internationalen Recht durch zwei weitere Mechanismen geschützt, nämlich durch das völkergewohnheitsrechtliche Fremdenrecht und durch Verträge der Investoren mit dem Gaststaat (Investitionsvertrag). Beide Mechanismen weisen aber aus Sicht des Investors Defizite auf: Ansprüche des Fremdenrechts kann nur der Heimatstaat des Investors im Wege des diplomatischen Schutzes geltend machen, nicht aber der Investor selbst. Ob der Investor einen Anspruch gegen seinen Heimatstaat auf Ausübung des diplomatischen Schutzes hat, richtet sich nach dessen nationalem Recht, wobei die meisten Staaten keinen solchen Anspruch vorsehen. Demgegenüber ist der Schutz durch einen Investor-Staat-Vertrag für den Investor besser planbar. Problematisch bleibt aber, dass diese Verträge herkömmlicherweise dem nationalen Recht des Gaststaates unterliegen und dem Gaststaat somit trotz des Vertrages die Möglichkeit bleibt, die rechtlichen Rahmenbedingungen zuungunsten des Investors zu verändern.
Beide Defizite versuchen Investitionsschutzabkommen zu kompensieren: Zunächst geben sie dem Investor die Möglichkeit, bei Verletzungen von Schutzstandards vor einem internationalen Schiedsgericht direkt gegen den Gaststaat und ohne Beteiligung des Heimatstaates zu klagen. Darüber hinaus stellen Investitionsschutzabkommen völkerrechtliche Verträge dar, sodass sich der Gaststaat den Verpflichtungen nicht durch seine nationalen Rechtssetzungsmöglichkeiten entziehen kann.

## Geschichte und Entwicklung
Vorläufer der Investitionsschutzabkommen waren verschiedene Freundschafts-, Handels- und Schifffahrtsverträge, die zwischen einzelnen Staaten bereits in früheren Jahrhunderten bestanden. Diese Verträge enthielten neben anderen Regelungen teilweise auch investitionsschützende Vorschriften.
Das erste Investitionsschutzabkommen der heutigen Art wurde am 25. November 1959 zwischen Deutschland und Pakistan abgeschlossen. In den Folgejahren schlossen westeuropäische Länder eine ganze Reihe von Investitionsschutzabkommen, typischerweise mit Entwicklungs- und Schwellenländern.
1965 wurde das Internationale Zentrum zur Beilegung von Investitionsstreitigkeiten (ICSID) gegründet, um die Streitbeilegung unter den Abkommen zu erleichtern. Der ICSID-Konvention haben sich bis heute 158 Staaten angeschlossen. Weitere sieben Staaten haben die ICSID-Konvention unterzeichnet, aber nicht ratifiziert.
In den 1970er und 1980er Jahren wurden stetig weitere bilaterale Investitionsschutzabkommen geschlossen, auch die USA legten 1977 ein BIT-Programm auf und schlossen ab 1982, ebenso wie China, erste Abkommen. 1987 waren 256 bilaterale Investitionsschutzabkommen in Kraft.
Nach dem Fall des „Eisernen Vorhangs“ 1989 kam es zu einer Welle neuer Vertragsschlüsse, so dass 2011 weltweit bereits ca. 3000 derartiger Verträge in Kraft waren. Allein die Bundesrepublik Deutschland unterhält bilaterale Investitionsschutzabkommen mit 130 Staaten.
Neben den Investitionsschutzabkommen finden sich völkerrechtliche Investitionsschutzvorschriften auch in einer Reihe regionaler Wirtschaftsabkommen (z. B. NAFTA, MERCOSUR) sowie in internationalen Übereinkommen, etwa im Rahmen der WTO (TRIPS-Abkommen, GATS-Abkommen, TRIMs-Abkommen). Ein Versuch, das zunehmend unübersichtliche System weltweit tausender Investitionsschutzabkommen durch ein einheitliches multilaterales Abkommen zu ersetzen, ist Ende der 1990er-Jahre mit dem Multilateral Agreement on Investment (MAI) innerhalb der OECD vorerst gescheitert.
Während ältere Investitionsschutzabkommen sich im Wesentlichen auf den Schutz bereits getätigter Investitionen beschränken, beziehen neuere Verträge zunehmend auch die vorgeschaltete Frage des Marktzugangs, also der Möglichkeit, überhaupt als Ausländer eine bestimmte Investition vornehmen zu dürfen, in ihren Anwendungsbereich ein. Besonders weitgehend ist dies bei den durch die USA abgeschlossenen Investitionsschutzabkommen der Fall.

## Schutzstandards
Obwohl die derzeit geltenden Abkommen inhaltlich große Ähnlichkeiten aufweisen ist zu beachten, dass die Verträge im Detail unterschiedlich gestaltet sein können. Im Folgenden können daher nur allgemeine Konzepte dargestellt werden, die sich aber in den meisten Abkommen wiederfinden. Neben dem allgemeinen Versprechen günstige Bedingungen für Investitionen zu schaffen, enthalten Investitionsschutzabkommen eine Reihe konkreter Verpflichtungen für den Gaststaat einer Investition. Dabei lassen sich absolute und relative Schutzstandards unterscheiden:

### Absolute Schutzstandards

#### Schutz vor unrechtmäßigen Enteignungen (engl. protection from unlawful expropriation)
Die Enteignungstatbestände in Investitionsschutzabkommen kodifizieren den völkergewohnheitsrechtlichen Enteignungsschutz des Fremdenrechts. Die (zusätzliche) Kodifizierung erklärt sich zum einen dadurch, dass im 20. Jahrhundert die Existenz der fremdenrechtlichen Verpflichtungen von den Vertretern der Calvo-Doktrin bestritten wurde und es insoweit einer vertraglichen Klarstellung bedurfte. Darüber hinaus kann der fremdenrechtliche Anspruch, anders als Ansprüche aus Investitionsschutzabkommen, nur im Wege des diplomatischen Schutzes durch den Heimatstaat des Investors geltend gemacht werden, wobei ihm hinsichtlich der Geltendmachung aber ein Ermessen zukommt. Zu beachten ist, dass der Eigentumsschutz in Investitionsschutzabkommen (im Gegensatz zu Menschenrechtsverträgen) nur den Wert des Eigentums schützt, aber nicht seinen Bestand: Die Abkommen stellen lediglich Bedingungen auf, die eine Enteignung erfüllen muss, sie verbieten die Enteignung an sich aber gerade nicht. Zu den in den Abkommen aufgestellten Rechtmäßigkeitsvoraussetzungen gehört regelmäßig das Handeln im öffentlichen Interesse, ein nicht-diskriminierender Charakter, die Einhaltung eines ordnungsgemäßen Verfahrens (engl. due process), sowie die Zahlung einer sofortigen, adäquaten und effektiven Entschädigung.

#### Gerechte und billige Behandlung (engl. fair and equitable treatment)
Wegen seiner begrifflichen Weite wird eine Verletzung des fair and equitable treatment-Standards in Investitionsverfahren sehr häufig geltend gemacht. Einige Investitionsschutzabkommen, beispielsweise das frühere NAFTA, setzen den Standard ausdrücklich mit dem internationalen Mindeststandard gleich. In der Rechtsprechung wird der Standard oft als Vertrauensschutztatbestand eingeordnet, in dem danach gefragt wird, ob der Staat berechtigte Erwartungen (engl. legitimate expectations) des Investors enttäuscht hat, beispielsweise in dem sich der Staat gegenüber zuvor gegebenen Zusicherungen widersprüchlich verhält.

#### Umfassender Schutz und Sicherheit (engl. full protection and security)
Dieser Standard soll eine Schutzlücke schließen, die sich daraus ergibt, dass Staaten grundsätzlich nicht für alle von ihrem Hoheitsgebiet ausgehenden Handlungen verantwortlich sind. So sollen Investitionen z. B. auch gegen Aufständische geschützt werden. Der Standard konstituiert eine Garantenpflicht, sodass auch ein staatliches Unterlassen eine Verletzung darstellen kann. Allerdings verpflichtet der Standard lediglich zu einem dem Staat möglichen und zumutbaren Handeln (engl. due diligence), es handelt sich also nicht etwa um eine Garantie.

#### Schirmklauseln (engl. umbrella clause)
Durch eine Schirmklausel verpflichtet sich der Gaststaat gegenüber dem Heimatstaat des Investors dazu, dass er – der Gaststaat – sämtliche Verpflichtungen, die er gegenüber dem Investor eingegangen ist, einhalten wird. Beispiele für solche Verpflichtungen sind Investor-Staat-Verträge oder sonstige Zusicherungen. Schirmklauseln sind in der Praxis in mehrerer Hinsicht problematisch: Zunächst können Zurechnungsfragen auftreten, wenn der Staat nicht unmittelbar gegenüber dem Investor gehandelt hat, sondern durch ein von ihm kontrolliertes nationales privatrechtliches Unternehmen. Darüber hinaus ist das Verhältnis von Ansprüchen aus dem Investitionsschutzabkommen (engl. treaty claims) zu Ansprüchen aus Investor-Staat-Verträgen (engl. contract claims) problematisch, denn über eine Schirmklausel kann potentiell jede einfache vertragliche Pflichtverletzung zu einer Verletzung des Abkommens aufgewertet werden.

#### Recht zum Gewinntransfer (engl. transfer of funds)
Dieser Standard soll verhindern, dass ein Gaststaat eine ausländische Investition an die Bedingung knüpft, dass daraus geschöpfte Gewinne das Land nicht verlassen dürfen.

### Relative Schutzstandards
Inländergleichbehandlung (engl. national treatment)
Der Standard der Inländergleichbehandlung ist verletzt, wenn der ausländische Investor gegenüber inländischen Investoren in vergleichbarer Situation schlechter behandelt wurde. Dabei kann es sich sowohl um rechtliche als auch faktische Ungleichbehandlungen handeln. In Literatur und Rechtsprechung nicht endgültig geklärt ist die Frage, welche Voraussetzungen an eine Rechtfertigung einer Ungleichbehandlung zu stellen sind.
Meistbegünstigung (engl. most favoured nations treatment)
Während bei der Inländergleichbehandlung das Vergleichssubjekt ein inländischer Investor ist, wird bei der Meistbegünstigung ein Vergleich zu einem ausländischen Investor vorgenommen. Sehr problematisch ist die Frage, ob das Meistbegünstigungsprinzip dem Investor die Möglichkeit eröffnet, vorteilhaftere Regelungen aus einem anderen Investitionsschutzabkommen geltend zu machen, ohne dass es einer konkreten Ungleichbehandlung mit einem individuellen anderen Investor bedarf: Grundsätzlich kann sich der Investor aus Staat A gegenüber Staat B nur auf das Abkommen zwischen A und B berufen. Das Meistbegünstigungsprinzip könnte ihm nun erlauben, sich auf vorteilhaftere Vorschriften im Abkommen zwischen Staat B und Staat C zu berufen, selbst wenn es keinen konkret besser behandelten Investor aus Staat C gibt. In der Praxis tritt dieses Problem insbesondere im Zusammenhang mit Streitbeilegungsklauseln auf.

## Konflikt zwischen Investitionsschutz und staatlicher Regulierung
Rechtspolitisch wird Investitionsschutzabkommen teilweise vorgeworfen, sie würden den regulatorischen Spielraum der Gaststaaten unzumutbar einschränken. Festzuhalten ist in diesem Zusammenhang zunächst, dass die meisten (älteren) Abkommen keinen Ausnahmenkatalog für staatliche Regulierung enthalten, wie er beispielsweise aus Art. XX des GATT bekannt ist. Das staatliche Regulierungsinteresse wird daher überwiegend im Zusammenhang mit dem Schutzstandard der (indirekten) Enteignung diskutiert.
In Literatur, Staatenpraxis und Rechtsprechung ist unstrittig, dass der Enteignungstatbestand in Investitionsschutzabkommen den Gaststaaten den Zugriff auf ausländisches Vermögen nicht verbietet, ab der Enteignungsschwelle aber bestimmte Bedingungen an die völkerrechtliche Rechtmäßigkeit knüpft. Es stellt sich dementsprechend die Frage, unter welchen Voraussetzungen eine Regulierung eine Enteignung darstellt und somit eine Entschädigung als Rechtmäßigkeitsvoraussetzung zu zahlen ist. Dabei lassen sich in Literatur und Rechtsprechung drei Ansätze unterscheiden: Teilweise wird vertreten, dass eine Regulierung nie eine Enteignung darstellen könne (radikale police powers-Doktrin). Andere machen das Vorliegen einer Enteignung davon abhängig, welche Auswirkungen die Regulierung auf den Investor hat (sole effect-Doktrin). Schließlich wird teilweise eine Abwägung der Investoreninteressen mit den Regulierungsinteressen des Staates gefordert (gemäßigte police powers-Doktrin).
Infolge der Debatte um das staatliche Regulierungsrecht haben einige Staaten ihre Modell-BITs, auf deren Basis neue Investitionsschutzabkommen ausgehandelt werden, um eine entsprechende Ausnahmeklausel ergänzt. Als Alternative zu einer solchen Ausnahmeklausel wird in der Literatur auch eine Angleichung des Eigentumsschutzes in Investitionsschutzabkommen an den Eigentumsschutz in Menschenrechtsverträgen vorgeschlagen.

## Rechtsposition des Investors
Die meisten Investitionsschutzabkommen sehen für den Investor ein Klagerecht vor einem internationalen Schiedsgericht vor (sog. Investor-state dispute settlement). Der Investor kann dadurch eine Verletzung von Schutzstandards im Investitionsschutzabkommen unabhängig vom Heimatstaat und dessen diplomatischen Interessen geltend machen. Nicht endgültig geklärt ist allerdings, ob der Investor dabei eigene subjektive Rechte geltend macht, oder lediglich die Rechte seines Heimatstaates. Die Frage der Rechtinhaberschaft wird praktisch insbesondere dann relevant, wenn der Gaststaat als Beklagter sich darauf beruft, der Investor habe in einem Investitionsvertrag zugestimmt, alle Streitigkeiten mit Bezug zur Investition vor einem vertraglich festgelegten Gericht auszutragen. Diese vertragliche Zustimmung könnte dann einen Verzicht (engl. waiver) des Investors bezüglich der Rechte (oder jedenfalls der Streitbeilegungsmechanismen) aus dem Investitionsschutzabkommen darstellen, soweit man den Investor als Rechtsinhaber und damit als zum Verzicht Berechtigten ansieht.

## Erkenntnis- und Vollstreckungsverfahren
Erleidet ein ausländischer Investor Schäden an seiner Investition aufgrund einer Verletzung der Investitionsschutzpflichten des Gaststaates, so kann dieser den fremden Staat vor einem internationalen Schiedsgericht verklagen (Investor-state dispute settlement). Das zuständige Schiedsgericht ist in dem Investitionsschutzabkommen festgelegt. Das Verfahren und der institutionelle Rahmen des Schiedsgerichts kann dabei zum Beispiel dem Regelungsrahmen des ICSID folgen.
Bei Verfahren nach ICSID muss, anders als bei der Berufung auf das diplomatische Schutzrecht, nicht zunächst der Instanzenzug im Gaststaat ausgeschöpft sein. Hierdurch wird erreicht, dass der Gaststaat dem ausländischen Investor nicht durch einseitige nationale Maßnahmen den Klageweg verbauen und dessen Rechtsdurchsetzung verzögern oder verhindern kann. ICSID-Schiedssprüche sind wie ein rechtskräftiges, innerstaatliches Urteil vollstreckbar, ohne Einspruchsmöglichkeit des betroffenen Staates. Weiter führt die Nähe der ICSID zur Weltbank dazu, dass die betroffenen Staaten in der Regel auf eine rechtswidrige Nicht-Umsetzung der ICSID-Schiedssprüche verzichten.
Bei anderen Schiedsgerichtsverfahren, zum Beispiel nach den Regeln der UNCITRAL oder der internationalen Handelskammer in Paris, sind die erwirkten Schiedssprüche in der Regel nach der New Yorker Konvention international vollstreckbar. Anders als bei ICSID-Schiedssprüchen gibt es dabei jedoch einen Katalog von Gründen, aus denen die Gerichte des Staates, in dem vollstreckt werden soll, die Vollstreckbarerklärung ablehnen können (Art. V NYC). Einer davon ist ein Verstoß gegen den ordre public.

## Zusammenhänge zwischen Europarecht und Internationalem Investitionsrecht
Als völkerrechtliche Verträge bestehen Investitionsschutzabkommen zunächst selbständig neben dem Europarecht. Dennoch kann es beim Zusammenspiel der Teilrechtsordnungen zu Problemen kommen, wobei zwei Konstellationen zu unterscheiden sind – die Fähigkeit der Staaten, Investitionsschutzabkommen mit Nicht-EU-Staaten abzuschließen (sog. Extra-EU-BITs), und der Bestand an Investitionsschutzabkommen zwischen einzelnen EU-Staaten (sog. Intra-EU-BITs). Schließlich kann sich das Problem stellen, dass sich eine durch Urteil eines Investitionsschutztribunals konkretisierte Verpflichtung aus dem Investitionsschutzabkommen nicht mit EU-Recht in Einklang bringen lässt.

### Extra-EU-BITs
Mit dem Vertrag von Lissabon ist die Kompetenz für ausländische Direktinvestitionen auf die Europäische Union übergegangen. Dies wirft eine Reihe von Folgeproblemen auf, etwa zur genauen Kompetenzabgrenzung, der Zukunft der aktuell geltenden Investitionsschutzabkommen und die Inhalte neuer, von der Europäischen Union zu verhandelnder Abkommen.

### Intra-EU-BITs
Fast 200 der weltweit abgeschlossenen Investitionsschutzabkommen entfallen auf die EU-Mitgliedstaaten, die diese zwischen sich abgeschlossen haben. Durch das Bestehen der EU und der Teilnahme am EU-Binnenmarkt tangieren diese Intra-EU-BITs das Unionsrecht. Die Niederlassungsfreiheit (Art 49 ff. AEUV) und die Dienstleistungsfreiheit (Art 63 ff. AEUV) sowie das EU-Beihilfenrecht und das EU-Kartellrecht stehen in einem Spannungsverhältnis zu diesen BITs.
Die Vorschriften des EU-Binnenmarktes gehen den BITs, auch wenn diese älteren Datum sein sollten (wie z. B. bei den ostmitteleuropäischen Staaten, die am 1. Mai 2004 beigetreten sind) jedenfalls vor, falls es zu Überschneidungen der Regelungsinhalte zwischen EU-Recht und den Regelungen in einem BIT kommt.
In der Rechtssache Achmea, C-284/16 hat der Europäische Gerichtshof – entgegen den Schlussanträgen des Generalanwaltes – entschieden, dass Schiedsklauseln in bilateralen Investitionsschutzabkommen zwischen Unionsmitgliedstaaten grundsätzlich nicht mit Unionsrecht vereinbar sind. Als Reaktion auf das Urteil ratifizierten alle Mitgliedstaaten außer Österreich, Schweden und Finnland einen völkerrechtlichen Vertrag, mit dem sie alle bilateralen Investitionsschutzverträge kündigen. Seit dem Inkrafttreten des Abkommens am 29. Mai 2022 sind die BITs auf Eis gelegt.
Investitionsschutztribunale arbeiten auf völkerrechtlicher Basis. Entscheidungen eines solchen Tribunals können, da auf völkerrechtlicher Basis entschieden wird, Europarecht verletzen. Mitgliedstaaten der Europäischen Union, welche aus einem solchen Schiedsspruch zugunsten eines bestimmten Investors verpflichtet werden, können sich ein Vertragsverletzungsverfahren einhandeln, wenn der Schiedsspruch gegen EU-Recht verstößt. Die Tribunale sind keine innerstaatlichen Gerichte im Sinne von Art 267 AEUV und daher sind diese gegenüber dem EuGH nicht vorlageberechtigt und auch nicht vorlageverpflichtet. Der Europäische Gerichtshof erklärte hierzu im März 2018, dass eine Investor-Staat-Schiedsbestimmung in einem Investitionsschutzabkommen, welches zwischen zwei Mitgliedstaaten geschlossen wurde, die Autonomie des Unionsrechts beeinträchtigt und stellt zudem die Vereinbarkeit von Schiedklauseln in Investitionsschutzabkommen mit EU-Recht grundsätzlich infrage.